# Јохан Тролман
Јохан Вилхелм "Рукели" Тролман (27. децембра 1907, Гифхорн, Немачка-1944, Концентрациони логор Нојенгаме, Немачка), пореклом Циганин, један је од најуспешнијих боксера у нацистичкој Немачкој. Био је шампион Немачке у средњој и полутешкој категорији.

## Биографија
Јохан Тролман је рођен 27. децембра 1907. године у близини места Гифхорн (Доња Саксонија) као један од деветоро деце. Његов отац је био етнички Немац, а мајка
је припадала ромској етничкој групи Синти. Јохан је имао три сестре и петоро браће. Породица и пријатељи су га звали Рукели зато што на ромском реч Рук значи дрво, а његово атлетско тело подсећало их је на добро гајено дрво.
У јуну 1935. године оженио се са Олгом Фридо у Берлину, а исте године родила му се и кћерка Рита.
Након усвајања Нирнбершких закона почели су проблеми за припаднике других нација у Немачкој. Неки рођаци Јохана Тролмана били су стерилисани или послати у радне кампове, а и сам Јохан Тролман 1938. године био је стерилисан и провео је неколико месеци у радном логору. Да би спречио прогон своје породице (његова жена је била Немица, али је кћерка имала и ромско порекло) Јохан се у септембру 1938. године разводи.
Јохан је постао жртва тзв. ромског холокауста. Страдао је у концентрационом логору Нојенгаме 1944. године.

## Каријера

### Аматерски бокс
Тролман се као дете почео бавити боксом, а први меч имао је у осмој години.
Почетком двадесетих година 20. века градио је каријеру у аматерском боксу поставши апсолутни победник првенства Јужне Немачке. Након тога постаје члан боксерског клуба Херос Ајнтрахт који је основан 1922. године у Хановеру. Регионално јужнонемачко првенство освајао је четири пута, а томе је придодао и титулу првенства Северне Немачке и присуствовао је првенству аматерских боксера Немачке.

## О Јохану Тролману у позоришту, на филму, у књизи...
На сцени Театра у подруму, Атељеа 212, Причу о Џипсију Тролману поставила је Слађана Килибарда према истоименом комаду Душана Цветића. Премијера представе била је 10. априла 2004. године, а последња представа одиграна је 26. марта 2006. године, након 22 извођења.

Екранизацију ове представе под истим називом Прича о Џипсију Тролману режирао је 2006. године за ТВ театар Бранислав Кичић. 

Добитник Нобелове награде за књижевност 1997. године италијански драмски писац Дарио Фо је свој последњи роман посветио управо Јохану Тролману. Роман Шампион у издању Лагуне из 2018. године је упечатљивa прича о боксерском шампиону у нацистичкој Немачкој. Дарио Фо, захваљујући темељном и историјски документованом истраживању Паола Кање Нинкија (итал. Paolo Cagna Ninchi), успева да од заборава сачува успомену на Јохана Тролмана.